# Instancja (MMORPG)
Instancja – kopia lokacji w grach MMORPG, wygenerowana specjalnie na potrzeby danego gracza lub grupy graczy. Lokacja taka nie jest bezpośrednio połączona z głównym światem gry.

## Powody stosowania
Głównym powodem stosowania systemu instancji jest fakt, że szczególnie interesujące (np. ze względu na możliwość pozyskania cennych przedmiotów) miejsca w świecie gry MMORPG przyciągają dużą liczbę graczy. Umieszczenie takiej lokacji w głównym świecie gry powoduje powstanie dużej konkurencji, co może doprowadzić do różnych niepożądanych zjawisk, jak np. zajęcie takiego miejsca przez jedną grupę graczy, czy też kradzież przedmiotów z pokonanych przeciwników. Instancje pozwalają w dużej mierze wyeliminować te problemy - każdy gracz/grupa graczy ma dostęp do osobnej, dostępnej tylko dla niej kopii takiej lokacji.

## Charakterystyka
W instancjach często spotkać można przeciwników silniejszych, niż w otwartym świecie. Również wartość przedmiotów, które można tam zdobyć, jest wyższa. W niektórych grach stosowany jest system skalowania poziomu trudności - siła potworów dopasowywana jest do liczby graczy wchodzących do instancji i/lub ich poziomu doświadczenia. W instancjach często można też spotkać wyjątkowo silnych bossów.

## Kwestie techniczne
Stosowanie instancji powoduje rozproszenie graczy przebywających na serwerze zamiast skupienia ich w jednym miejscu, co ma korzystny wpływ na obciążenie łącz. Wynika to z faktu, że pomiędzy instancją a światem 'zewnętrznym' konieczna jest wymiana jedynie mocno ograniczonej ilości informacji. Także wymagania sprzętowe aplikacji klienckiej są w tym przypadku mniejsze, ze względu na mocno ograniczoną liczbę obiektów w otoczeniu gracza, które muszą zostać wyrenderowane. Pozwala to także twórcom na lepszą optymalizację - eliminowana jest sytuacja, kiedy na ekranie widocznych jest naraz kilkuset graczy, co umożliwia bardziej szczegółowe odwzorowanie otoczenia bez obaw o spadki wydajności.